# 保罗·埃米尔·勒科克·德布瓦博德兰
保羅·埃米爾·勒科克·德布瓦博德蘭（法語：Paul Émile Lecoq de Boisbaudran，1838年4月18日—1912年5月28日），又名法蘭索瓦·勒科克·德布瓦博德蘭（法語：François Lecoq de Boisbaudran），是一名法国化学家。德布瓦博德蘭發現了德米特里·伊萬諾維奇·門捷列夫預測的化學元素鎵，從而驗證了門捷列夫的元素周期表，及後又發現了化學元素釤和鏑；他又提出氬和氦與其他化學元素的性質截然不同，應在元素周期表分離成一個新系列（即後來的惰性氣體）。此外，德布瓦博德蘭研發了改良的光譜學技術，用於化學分析。

## 早年生平
德布瓦博德兰出生於一個富有且備受尊敬的領主家庭，這家庭主要從事釀酒，但他比較喜歡研讀化學。少年時期的德布瓦博德兰曾參與家中的釀酒業務，不久後在沒有正規教育的情況下研讀化學，他對此充滿熱誠。成年後的他移居到巴黎，進入巴黎綜合理工學院，師從有機化學學者夏尔-阿道夫·武尔茨；後來，科學家以新興的光譜學發現化學元素氦，令德布瓦博德兰留下深刻印象，轉為研究無機化學。他掌握了羅伯特·威廉·本生的光譜學分析技術，在1859投身光譜分析，開始找尋未發現的化學元素。由於他當年在學界不是知名人物，因此在自家的實驗室獨自工作。

## 貢獻

### 元素周期表相關
1869年，俄羅斯化學家德米特里·伊萬諾維奇·門捷列夫公佈他製作的元素周期表，並預測了Eka鋁（即後來的鎵）等多種化學元素的存在，又預料它們的性質。德布瓦博德兰決定找出這種元素，但花了四年時間仍未成功；1875年，他以光譜學技術檢驗一塊來自庇里牛斯山的閃鋅礦，發現一種從未觀察到的色帶，馬上斷定自己發現了新的化學元素。他以法國的拉丁文名稱「Gallia」（高盧）命名這種新元素，把它命名為鎵（gallium）；亦有陰謀論者認為，德布瓦博德兰是以自己而非祖國的名稱來命名新元素，因為「勒科克」的拉丁文正是「gallus」，他後來在1877年否認此說。鎵被發現後，門捷列夫指出元素周期表的真確性無容置疑；亦有科學家認為，德布瓦博德兰確認了門捷列夫的預測，可能是元素周期表歷史的頂點。
德布瓦博德兰花了數年時間提取純淨的鎵，最終在1878年成功，立刻把這個發現匯報給科學期刊。但是，門捷列夫一向不太願意與其他科學家分享功勞，於是以曾經預測Eka鋁為由爭功；德布瓦博德兰反駁指，他才是真正發現該元素的人，門捷列夫則繼續爭辩。結果，俄羅斯人和法國人就此展開了激烈的辯論，雙方在科學期刊中力陳己見；德布瓦博德兰否認看過門捷列夫的元素周期表，更提出有法國人比門捷列夫更早製作出元素周期表，但門捷列夫將之篡奪。德布瓦博德兰對純淨的鎵樣本進行化學測試，發現他的實驗結果與門捷列夫的預測幾近相同，但實驗得出的密度與門捷列夫所預測的存在差異；門捷列夫審視德布瓦博德兰的實驗數據，認為後者必定是出錯。德布瓦博德兰檢查實驗結果，發現門捷列夫說得對，自己的實驗的確有誤，門捷列夫的預測正確。
1894年發現氬後，德布瓦博德兰指出氬和氦與其他化學元素非常不同，應在元素周期表分離成一個新系列（即後來的惰性氣體）。他向朋友威廉·拉姆齊表示，元素周期表應設立一個新族來放置它們。

### 發現釤和鏑、分離釓
除了鎵外，德布瓦博德兰亦是化學元素釤和鏑的發現者，這兩種元素均是用於電子元件的稀土金屬。1879年，德布瓦博德兰從鈮釔礦分離出釤的氧化物或氫氧化物（或兩者均有），並以光譜學技術顯示有新化學元素。1886年，德布瓦博德兰在一種氧化物中識別了少量的氧化鏑雜質，但無法把鏑分離出去，因此以希臘文的「dysprositos」（難以獲取）命名這種新元素，把它命名為鏑（dysprosium）。
德布瓦博德兰也成功把化學元素釓從瑞士化學家讓-夏爾·加利薩爾·德馬里尼亞克發現的氧化釓分離出來，並確認德馬里尼亞發現了一種新元素；在德馬里尼亞的同意下，德布瓦博德兰以芬蘭科學家約翰·加多林命名這種新元素，把它命名為釓（gadolinium）。

### 研究電解和光譜學
德布瓦博德兰對晶體化學和運用物理方法研究化學有建樹，尤其是在電解和光譜學上；例如，他建立了一個有系統的譜線數據庫。

## 晚年生活和家庭
德布瓦博德兰曾與一名年輕的寡婦結婚，兩人的婚姻生活非常快樂，但只維持了一段短時間，他死時膝下猶虛。晚年的德布瓦博德兰健康狀況急轉直下，他患上了關節炎，因此容易受其他疾病困擾，最終在1912年於家中逝世，終年74歲。

## 榮譽和評價
德布瓦博德兰在1876年因發現鎵而獲頒授法國榮譽軍團勳章（騎士勳位），其後在1879年以同樣原因獲授戴維獎章；1888年，他獲選為皇家學會院士。欧洲稀土和锕元素学会設有以德布瓦博德兰命名的勒科克·德布瓦博德兰獎，由對稀土金屬感興趣的公司贊助，授予對f區元素的科技作出傑出及持久貢獻的人士。
法國化學家乔治·于尔班對德布瓦博德兰予以正面評價。于尔班曾責備德布瓦博德兰沒有做足夠的工作來令自己的研究更知名，德布瓦博德兰微微一笑，表示「科學不缺乏公正的歷史學者」；于尔班每當回憶起這事都覺得感動，認為德布瓦博德兰不單是一位偉大的科學家，更是一位偉人。但是，德布瓦博德兰在法國以外較少受到欣賞，只有英國化學家威廉·拉姆齊對他抱有正面評價。

## 參註